# Ansley
Ansley é uma vila localizada no estado americano de Nebraska, no Condado de Custer.

## Demografia
Segundo o censo americano de 2000, a sua população era de 520 habitantes. 
Em 2006, foi estimada uma população de 485, um decréscimo de 35 (-6.7%).

## Geografia
De acordo com o United States Census Bureau, a localidade tem uma área de 1,6 km², sem área coberta por água. Ansley localiza-se a aproximadamente 725 m acima do nível do mar.

## Localidades na vizinhança
O diagrama seguinte representa as localidades num raio de 28 km ao redor de Ansley. 